# Blinisht
Blinisht è una frazione del comune di Alessio in Albania (prefettura di Alessio).
Fino alla riforma amministrativa del 2015 era comune autonomo, dopo la riforma è stato accorpato, insieme agli ex-comuni di Balldren, Dajç, Kallmet, Kolsh, San Giovanni di Medua, Shënkoll, Ungrej e Zejmen a costituire la municipalità di Alessio.

## Geografia fisica
Il comune di Blinisht è situato sopra una collina e attorniato da una vasta pianura che a sua volta è circondata da montagne.

## Toponimo
Il nome di Blinisht si pensa che derivi dalla pianta di Bli (tiglio), per cui blinisht è come dire terreno dove cresce il tiglio.

## Storia
La regione, fra i più antichi insediamenti dei Balcani, è stata abitata dalle antiche tribù illire.
Nel 1345, dalla divisione dell'Impero serbo, nacquero tre famiglie potenti che dominarono tutta la regione di Lezha, le famiglie erano: Balshajt, Blinishtët e Dukagjinajt. I Blinishtajt erano governatori della valle di Zadrima, vicino Lezha, con sede a Blinisht. Il capostipite di questa famiglia era Vladimir Blinishti. Essendo contrario all'occupazione di Carlo I, re di Brindisi, fu preso e incarcerato a Brindisi. Questo portò alla perdita di tutte le ricchezze della famiglia Blinishti, ma questo durò fino al 1305, quando Filippo di Taranto, nipote di Carlo I, perdonò la famiglia Blinishti e le restituì le terre. Egli diede a Guljelm Blinishti (Guglielmo Bliniscti), nipote di Vladimir Blinishti, il grado di Marashall i Arbëris ("Maresciallo di Arbëria"). Negli anni successivi nella storia non si sente più parlare di questa famiglia.
Nei secoli questa zona, Zadrima, ha dato importantissimi contributi alla liberazione dell'Albania, alla letteratura albanese
A Blinisht è stata aperta anche una delle prime scuole in Albania, che risale all'anno 1628. Questa scuola fu aperta e diretta dai Francescani sotto la direzione di Roma e di propaganda fide, organizzazione della Santa Sede, la quale in quel tempo era impegnata a difendere la cultura cristiana opponendosi a quella islamica imposta forzatamente dell'Impero ottomano. All'inizio le lezioni in questa scuola erano soltanto in lingua latina. Qui studiavano i clerici albanesi, i quali dopo gli studi a Blinisht viaggiavano verso l'Italia per compiere gli studi superiori nelle università italiane. Dopo diversi anni la direzione della scuola, notando gli scarsi risultati delle lezioni in lingua latina, decise di fare lezioni solo in lingua albanese.

## Località
Il comune era formato dall'insieme delle seguenti località:
- Blinisht
- Troshan
- Fishtë
- Krajnë
- Piraj
- Baqël
- Kodhel

## Religione
A Blinisht ha sede la missione cattolica Daniel Dajani fondata nel 1993 da don Antonio Sciarra, parroco a Blinisht dal 1992 alla sua morte nel 2012, che opera principalmente proprio nell'ampio territorio di Blinisht.
Nel marzo 2006 è stata consacrata, con solenne celebrazione, la chiesa dedicata ai "Martiri albanesi".
Blinisht, con tutti i suoi vicini villaggi, spicca per le vocazioni alla vita consacrata e sacerdotale.